# Distretto di Ayvacık (Çanakkale)
Il distretto di Ayvacık (in turco Ayvacık ilçesi) è uno dei distretti della provincia di Çanakkale, in Turchia.